# خفية الحمر
خفية الحمر قرية سوريّة تتبع إداريّاً لمحافظة حلب منطقة منبج ناحية خفسة، بلغ تعداد سكانها (464) نسمة حسب التعداد السكاني لعام 2004.